# Vodacom Cup 2002
La Vodacom Cup de 2002 fue la quinta edición del torneo para selecciones provinciales de Sudáfrica.
El torneo se disputó en el primer semestre en paralelo al Súper Rugby, mientras que la Currie Cup se disputó en el segundo semestre.
El campeón fue el equipo de Golden Lions quienes obtuvieron su segundo campeonato.
En la segunda división (Vodacom Shield). Mighty Elephants obtuvo su segundo campeonato.

## Primera Fase

### Sección X
| Pos. | Equipo              | Encuentros | Encuentros | Encuentros | Encuentros | Tantos | Tantos | Tantos | PB | PB | Puntos |
| Pos. | Equipo              | PJ         | PG         | PE         | PP         | F      | C      | Dif    | BO | BD | Puntos |
| ---- | ------------------- | ---------- | ---------- | ---------- | ---------- | ------ | ------ | ------ | -- | -- | ------ |
| 1.º  | Golden Lions        | 6          | 6          | 0          | 0          | 229    | 142    | +87    | 4  | 0  | 28     |
| 2.º  | Free State Cheetahs | 6          | 4          | 0          | 2          | 220    | 166    | +54    | 5  | 2  | 23     |
| 3.º  | Falcons             | 6          | 3          | 1          | 2          | 207    | 165    | +42    | 3  | 1  | 18     |
| 4.º  | Boland Cavaliers    | 6          | 2          | 1          | 3          | 143    | 170    | -27    | 4  | 1  | 15     |
| 5.º  | Natal Sharks        | 6          | 2          | 1          | 3          | 142    | 181    | -39    | 1  | 0  | 11     |
| 6.º  | Mighty Elephants    | 6          | 1          | 1          | 4          | 149    | 142    | +7     | 1  | 1  | 8      |
| 7.º  | Griffons            | 6          | 1          | 0          | 5          | 141    | 265    | -124   | 0  | 1  | 5      |

|  | Clasifica a la Vodacom Cup.    |
|  | Clasifica a la Vodacom Shield. |

### Sección Y
| Pos. | Equipo           | Encuentros | Encuentros | Encuentros | Encuentros | Tantos | Tantos | Tantos | PB | PB | Puntos |
| Pos. | Equipo           | PJ         | PG         | PE         | PP         | F      | C      | Dif    | BO | BD | Puntos |
| ---- | ---------------- | ---------- | ---------- | ---------- | ---------- | ------ | ------ | ------ | -- | -- | ------ |
| 1.º  | Blue Bulls       | 6          | 5          | 0          | 1          | 260    | 157    | +103   | 5  | 1  | 26     |
| 2.º  | Border Bulldogs  | 6          | 6          | 0          | 0          | 166    | 112    | +54    | 1  | 0  | 25     |
| 3.º  | Leopards         | 6          | 4          | 0          | 2          | 245    | 153    | +92    | 4  | 1  | 21     |
| 4.º  | Pumas            | 6          | 3          | 0          | 3          | 199    | 208    | -9     | 3  | 1  | 16     |
| 5.º  | SWD Eagles       | 6          | 2          | 0          | 4          | 181    | 234    | -53    | 3  | 1  | 12     |
| 6.º  | Griquas          | 6          | 1          | 0          | 5          | 164    | 236    | -72    | 3  | 3  | 10     |
| 7.º  | Western Province | 6          | 0          | 0          | 6          | 168    | 283    | -115   | 3  | 2  | 5      |

## Segunda Fase

### Vodacom Cup
| Pos. | Equipo              | Encuentros | Encuentros | Encuentros | Encuentros | Tantos | Tantos | Tantos | PB | PB | Puntos |
| Pos. | Equipo              | PJ         | PG         | PE         | PP         | F      | C      | Dif    | BO | BD | Puntos |
| ---- | ------------------- | ---------- | ---------- | ---------- | ---------- | ------ | ------ | ------ | -- | -- | ------ |
| 1.º  | Golden Lions        | 7          | 6          | 0          | 1          | 270    | 211    | +59    | 4  | 0  | 28     |
| 2.º  | Boland Cavaliers    | 7          | 4          | 0          | 3          | 222    | 201    | +21    | 6  | 1  | 23     |
| 3.º  | Blue Bulls          | 7          | 4          | 0          | 3          | 242    | 240    | +2     | 4  | 1  | 21     |
| 4.º  | Falcons             | 7          | 4          | 0          | 3          | 208    | 196    | +12    | 3  | 1  | 20     |
| 5.º  | Free State Cheetahs | 7          | 3          | 1          | 3          | 193    | 185    | +8     | 3  | 3  | 20     |
| 6.º  | Leopards            | 7          | 3          | 1          | 3          | 224    | 170    | +54    | 3  | 3  | 18     |
| 7.º  | Border Bulldogs     | 7          | 3          | 0          | 4          | 150    | 179    | -29    | 0  | 1  | 13     |
| 8.º  | Pumas               | 7          | 0          | 0          | 7          | 169    | 296    | -127   | 3  | 1  | 4      |

|  | Semifinalista. |

### Semifinales
| 8 de mayo | Boland Cavaliers | 45 - 47 | Blue Bulls | Boland Stadium, Wellington |  |

| 9 de mayo | Golden Lions | 36 - 17 | Falcons | Johannesburg Stadium, Johannesburgo |  |

### Final
| 16 de mayo | Golden Lions | 54 - 38 | Blue Bulls | Ellis Park Stadium, Johannesburgo |  |

| Bandera de Sudáfrica |
| Campeón Golden Lions |
| Segundo título       |

### Vodacom Shield
| Pos. | Equipo           | Encuentros | Encuentros | Encuentros | Encuentros | Tantos | Tantos | Tantos | PB | PB | Puntos |
| Pos. | Equipo           | PJ         | PG         | PE         | PP         | F      | C      | Dif    | BO | BD | Puntos |
| ---- | ---------------- | ---------- | ---------- | ---------- | ---------- | ------ | ------ | ------ | -- | -- | ------ |
| 1.º  | Natal Sharks     | 5          | 4          | 0          | 1          | 151    | 110    | +41    | 3  | 1  | 20     |
| 2.º  | Griquas          | 5          | 3          | 0          | 2          | 156    | 154    | +2     | 3  | 2  | 17     |
| 3.º  | Mighty Elephants | 5          | 3          | 0          | 2          | 128    | 122    | +6     | 2  | 1  | 15     |
| 4.º  | SWD Eagles       | 5          | 2          | 0          | 3          | 189    | 200    | -11    | 5  | 1  | 14     |
| 5.º  | Griffons         | 5          | 2          | 0          | 3          | 138    | 159    | -21    | 1  | 1  | 10     |
| 6.º  | Western Province | 5          | 1          | 0          | 4          | 132    | 149    | -17    | 3  | 2  | 9      |

|  | Semifinalista. |

### Semifinales
| 1 de mayo | Griquas | 23 - 20 | Mighty Elephants |  |  |

| 2 de mayo | Natal Sharks | 25 - 16 | SWD Eagles |  |  |

### Final
| 15 de mayo | Natal Sharks | 20 - 26 | Mighty Elephants | Durban High School, Durban |  |

| Bandera de Sudáfrica     |
| Campeón Mighty Elephants |
| Primer título            |